# 34659 Damyasouami
34659 Damyasouami este o planetă minoră (asteroid) din centura de asteroizi. A fost descoperită pe 20 noiembrie 2000 la Stația Anderson Mesa de Lowell Observatory Near-Earth-Object Search. 
Obiectul prezintă o orbită caracterizată de o semiaxă mare de 3,0938313 UAi, o excentricitate de 0,13, o înclinație de 2,76501 ° în raport cu ecliptica.